# OK Jedinstvo Stara Pazova
OK Jedinstvo Stara Pazova är en volleybollklubb från Stara Pazova, Serbien. Klubben bildades 1931 och har både dam- och herrlag på elitnivå, med flitigt deltagande i Superliga både på dam- och herrsidan. Damlaget vann Serbiska volleybollcupen för damer 2016/2017. I serien har de som bäst kommit tvåa, vilket de gjort ett flertal gånger.